# Ельтерляйн
Ельтерляйн (нім. Elterlein) — місто в Німеччині, розташоване в землі Саксонія. Входить до складу району Рудні Гори. Складова частина об'єднання громад Цвеніц.
Площа — 45,87 км2. Населення становить 2809 ос. (станом на 31 грудня 2020).